# Gustavo Nonato
Gustavo Nonato Santana, meglio noto come Gustavo Nonato (San Paolo, 3 marzo 1998), è un calciatore brasiliano, centrocampista del Fluminense in prestito dal Santos.

## Caratteristiche tecniche
È un trequartista.

## Carriera
Cresciuto nel settore giovanile dello São Caetano, ha esordito in prima squadra il 30 marzo 2016 disputando l'incontro del Campeonato Paulista Série A2 vinto 2-0 contro il Monte Azul.
Nel mercato estivo del 2018 è stato ceduto all'Internacional.

## Statistiche

### Presenze e reti nei club
Statistiche aggiornate al 30 giugno 2025.
| Stagione             | Squadra              | Campionato           | Campionato | Campionato | Coppe nazionali | Coppe nazionali | Coppe nazionali | Coppe continentali | Coppe continentali | Coppe continentali | Altre coppe | Altre coppe | Altre coppe | Totale | Totale | Totale |
| Stagione             | Squadra              | Comp                 | Pres       | Reti       | Comp            | Pres            | Reti            | Comp               | Pres               | Reti               | Comp        | Pres        | Reti        | Pres   | Reti   |        |
| -------------------- | -------------------- | -------------------- | ---------- | ---------- | --------------- | --------------- | --------------- | ------------------ | ------------------ | ------------------ | ----------- | ----------- | ----------- | ------ | ------ | ------ |
| 2016                 | São Caetano          | A2/SP                | 2          | 0          | CB              | 1               | 0               | -                  | -                  | -                  | -           | -           | -           | 3      | 0      |        |
| 2017                 | São Caetano          | A2/SP                | 2          | 0          | CB              | 7               | 0               | -                  | -                  | -                  | -           | -           | -           | 9      | 0      |        |
| 2018                 | São Caetano          | A1/SP                | 5          | 0          | CB              | 0               | 0               | -                  | -                  | -                  | -           | -           | -           | 5      | 0      |        |
| Totale São Caetano   | Totale São Caetano   | Totale São Caetano   | 9          | 0          |                 | 8               | 0               |                    | -                  | -                  |             | -           | -           | 17     | 0      |        |
| 2019                 | Internacional        | PD/RS+A              | 7+26       | 0+3        | CB              | 8               | 0               | CL                 | 5                  | 0                  | -           | -           | -           | 46     | 3      |        |
| 2020                 | Internacional        | PD/RS+A              | 8+11       | 2+1        | CB              | 3               | 0               | CL                 | 4                  | 0                  | -           | -           | -           | 26     | 3      |        |
| gen.-lug. 2021       | Internacional        | PD/RS+A              | 11+3       | 1+0        | CB              | 0               | 0               | CL                 | 5                  | 0                  | -           | -           | -           | 19     | 1      |        |
| Totale Internacional | Totale Internacional | Totale Internacional | 26+40      | 3+4        |                 | 11              | 0               |                    | 14                 | 0                  |             | -           | -           | 91     | 7      |        |
| lug.-dic. 2021       | Fluminense           | A/RJ+A               | 0+16       | 0          | CB              | 2               | 0               | CL                 | -                  | -                  | -           | -           | -           | 18     | 0      |        |
| 2022                 | Fluminense           | A/RJ+A               | 10+17      | 3+0        | CB              | 6               | 1               | CL+CS              | 0+4                | 0                  | -           | -           | -           | 37     | 4      |        |
| 2022-2023            | Ludogorec            | A                    | 22         | 1          | CB              | 6               | 1               | UEL+UECL           | 6+2                | 1+0                | -           | -           | -           | 36     | 3      |        |
| lug.-ago. 2023       | Ludogorec            | A                    | 2          | 0          | CB              | -               | -               | UCL                | 1                  | 0                  | SB          | -           | -           | 3      | 0      |        |
| Totale Ludogorec     | Totale Ludogorec     | Totale Ludogorec     | 24         | 1          |                 | 6               | 1               |                    | 9                  | 1                  |             | -           | -           | 39     | 3      |        |
| ago.-dic. 2023       | Santos               | A1/SP+A              | 0+14       | 0+1        | -               | -               | -               | -                  | -                  | -                  | -           | -           | -           | 14     | 1      |        |
| gen.-lug. 2024       | Santos               | A1/SP+B              | 7+1        | 0          | CB              | 0               | 0               | -                  | -                  | -                  | -           | -           | -           | 8      | 0      |        |
| Totale Santos        | Totale Santos        | Totale Santos        | 7+15       | 0+1        |                 | 0               | 0               |                    | -                  | -                  |             | -           | -           | 22     | 1      |        |
| lug.-dic. 2024       | Fluminense           | A/RJ+A               | 0+10       | 0          | CB              | 1               | 0               | CL                 | 1                  | 0                  | RS          | -           | -           | 12     | 0      |        |
| 2025                 | Fluminense           | A/RJ+A               | 5+10       | 0          | CB              | 5               | 0               | CS                 | 4                  | 1                  | Cmc         | 6           | 1           | 30     | 2      |        |
| Totale Fluminense    | Totale Fluminense    | Totale Fluminense    | 15+53      | 3+0        |                 | 14              | 1               |                    | 9                  | 1                  |             | 6           | 1           | 97     | 6      |        |
| Totale carriera      | Totale carriera      | Totale carriera      | 189        | 12         |                 | 39              | 2               |                    | 32                 | 2                  |             | 6           | 1           | 266    | 17     |        |

## Palmarès

### Club

#### Competizioni statali
- Campeonato Paulista Série A2: 1

São Caetano: 2017
- Campionato Carioca: 1

Fluminense: 2022

#### Competizioni nazionali
- Campionato bulgaro: 1

Ludogorec: 2022-2023
- Coppa di Bulgaria: 1

Ludogorec: 2022-2023